# River Plate FC
Der River Plate Football Club, kurz River Plate (Spitznamen: Darseneros), war ein Fußballverein aus Montevideo in Uruguay.

## Geschichte

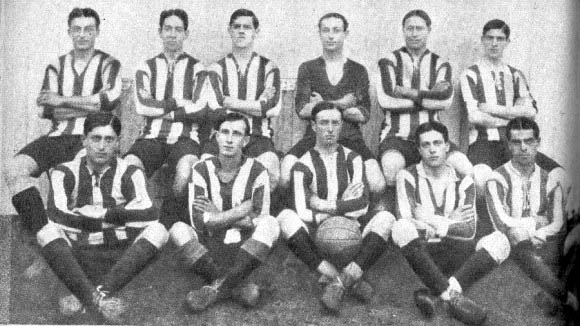
Die Mannschaft River Plates im Jahr 1914.

Der Verein wurde 1897 zunächst unter dem Namen Cagancha FC durch Mitarbeiter des Hafens von Montevideo gegründet. Die Mehrheit der Gründer bestand dabei aus Gelegenheitsarbeitern und Stauern. Nachdem dem Verein die League, eine Art Vorläufer der AUF, die Aufnahme verweigerte, da der Verein keinen englischen Namen trug, benannte man den Klub in FC London um. Eine Aufnahme erfolgte dennoch nicht, da nun als Vorwand des sich zu jener Zeit aus der gehobeneren Gesellschaftsschicht zusammensetzenden Fußballklientel das Vorhandensein englischer Spieler gefordert wurde. Es folgte eine weitere Umbenennung auf die Bezeichnung River Plate, die sich an ein gleichnamiges englisches Schiff (The River Plate) anlehnte, das seinerzeit zum Lebensunterhalt dieser Arbeiter beitrug. Nachdem im Jahre 1900 der einer eher wohlhabenden Klientel verbundene Klub  Nacional Montevideo von der Liga aufgenommen wurde, obwohl er komplett aus Einheimischen bestand, gab man schließlich auch im Falle River Plates nach.
Allerdings mussten die Darseneros zunächst an niederklassigen Meisterschaften teilnehmen. In der Folgezeit schlug man als erster Verein Uruguays den damals übermächtigen argentinischen Verein Alumni Athletic Club zunächst auf argentinischem Boden und anschließend auch im heimischen Uruguay. 1903 wurde man Meister der neugegründeten Segunda División. In der uruguayischen Meisterschaft nahm man erstmals 1907 an der höchsten Spielklasse teil, die sich in jener Saison aus den fünf weiteren Mannschaften Central Uruguay Railway Cricket Club (Vorgängerverein Peñarols), Montevideo Wanderers, Nacional, dem zuvor in Centro Atlético Montevideo umbenannten SC Teutonia und Intrépido zusammensetzte und klassierte im ersten Jahr als Gesamtdritter.
1908 folgte der erste Titelgewinn. Neben weiteren dritten Platz im Folgejahr und 1911, wurde man ebenfalls 1910, 1913 und 1914 Uruguayischer Meister. Dazwischen steht 1912 auch noch der Erfolg im Copa de Honor Cousenier zu Buche, als man den argentinischen Racing Club mit 2:1 in Montevideo schlug. An jenem Turnier nahm man teil, nachdem im selben Jahr die als Qualifikation dienende nationale Copa de Honor gewonnen wurde. 1920 stieg der Verein als Tabellenletzter ab, trat aber im Jahr 1923 während des Schismas nochmals in der von der FUF ausgerichteten Parallelmeisterschaft an und belegte den 26. Rang. 1925 hörte der Klub auf zu existieren. Der 1932 gegründete Verein River Plate Montevideo benannte sich zu Ehren des vormaligen vierfachen Meisters.

## Erfolge
- Uruguayischer Meister: 1908, 1910, 1913, 1914
- Copa de Honor Cusenier: 1912
- Copa de Honor: 1912

## Trivia
Zu Ehren des River Plate FC entschied sich die Uruguayische Fußballnationalmannschaft im Jahre 1910 die himmelblauen Auswärtshemden als Trikot zu übernehmen, nachdem der Verein im April des Jahres den damaligen argentinischen Rekordmeister und Erzrivalen aus Buenos Aires, Alumni Athletic Club, besiegt hatte. Bis heute ist das Heimtrikot der Nationalmannschaft überwiegend in dieser Farbe gehalten.